# Johann Hampus Furuhjelm

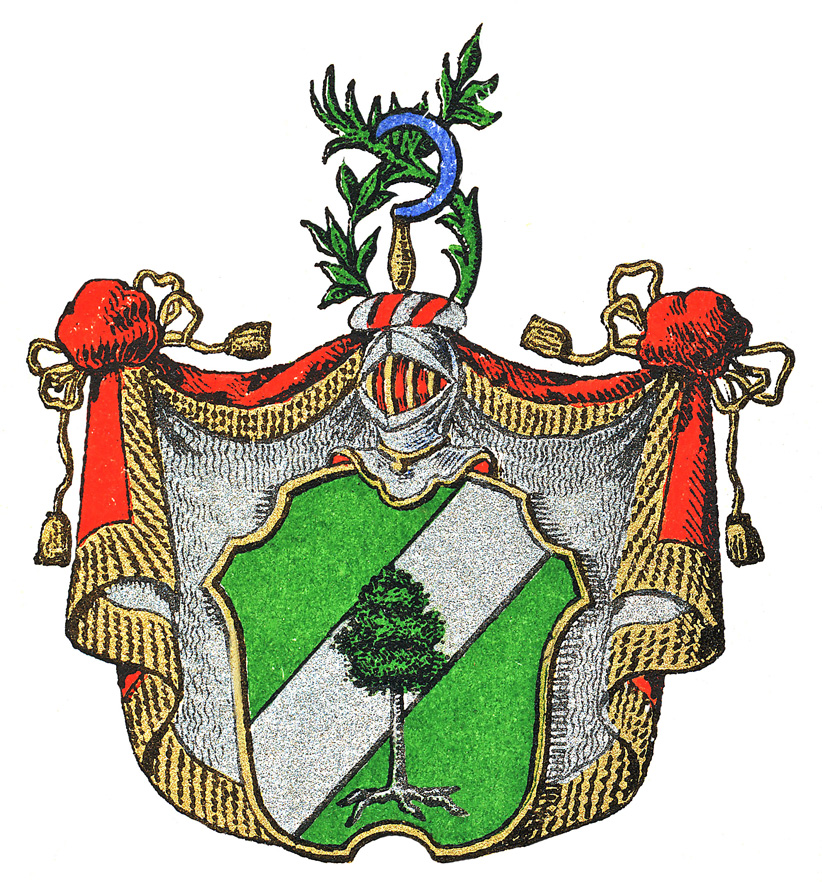
Armoiries ancestrales de Furuhjelm.

Johann Hampus Furuhjelm (en russe : Иван Васильевич Фуругельм), né le 11 mars 1821 à Helsinki, décédé le 21 septembre 1909 à Urjala (Finlande).
Vitse-admiral et explorateur russe, il fut gouverneur de l'Extrême-Orient russe (situé dans l'extrême est de la Russie, entre la Sibérie et l'océan Pacifique, gouverneur de l'Amérique russe (aujourd'hui l'Alaska, îles Aléoutiennes, Colombie-Britannique, etc) de 1859 à 1863, gouverneur de Taganrog de 1874 à 1876.

## Famille
Fils d'Otto Wilhelm Furuhjelm (1794-1871) et de Johanna Ulrika Frederika Fock (1795-1856).

### Mariage et descendance
Le 2 février 1859, Johann Hampus Fruruhjelm épousa Anna von Schulz.
Trois enfants naquirent de cette union dont :
- Annie Furuhjelm, qui devint quelques années plus tard une des principales figures de la scène internationale dans le mouvement féministe et membre du Parlement de Finlande.

## Biographie
Johann Hampus Furuhjelm naquit à Helsingfors (aujourd'hui Helsinki) dans le Grand-duché de Finlande, issu d'une famille noble, il reçut une éducation à domicile.

### Carrière militaire
En 1836, Johann Hampus Furuhjelm entra en service dans la Marine (le 1er bataillon finlandais naval). Diplômé du Corps de Marine, de 1838 à 1846, il servit dans la Flotte de la Baltique. Promu aspirant en 1839, lieutenant en 1845. Entre 1843 et 1844, à bord de la goélette Meteor, il prit part aux études hydrographiques dans le golfe de Finlande. De 1846 à 1847, Johann Hampus Furuhjelm servit en mer Noire. Le 21 juin 1854, il commanda l'île de Sakhaline en raison de la menace exercée par des troupes anglo-françaises sur l'île.

### Gouverneur de l'Alaska russe
En 1850, Johann Hampus Furuhjelm fut détaché à la Compagnie américaine de la Russie, il appareilla à Kronstadt et le 23 avril 1851 il accosta dans le port de Novoarkhangelsk, la capitale de l'Amérique russe (de nos jours Sitka en Alaska). Il fut nommé commandant du port de Novoarkhangelsk. Pour le compte la Compagnie américaine russe (société de négoce créée par Paul Ier de Russie en 1799), il entreprit plusieurs voyages qui l'amenèrent à Hawaii, en Californie et en Chine. De 1853 à 1854, placé sous le commandement de l'amiral Ievfimy Vassilievitch Poutiatine (1803-1883), au grade de capitaine, il commanda le navire de transport Le Comte Menchikov. En 1854, il fut nommé commandant du port d'Ayan (situé sur la les côtes de la mer d'Okhotsk à l'Ouest de l'Océan Pacifique) et le 11 décembre 1858, gouverneur de l'Alaska russe. Au cours d'un bal donné à l'occasion de Noël Johann Hampus Furuhjelm rencontra sa future épouse Anna von Schulz. Le 10 janvier 1859 ils furent officiellement fiancés et le 2 février 1859 ils se marièrent.

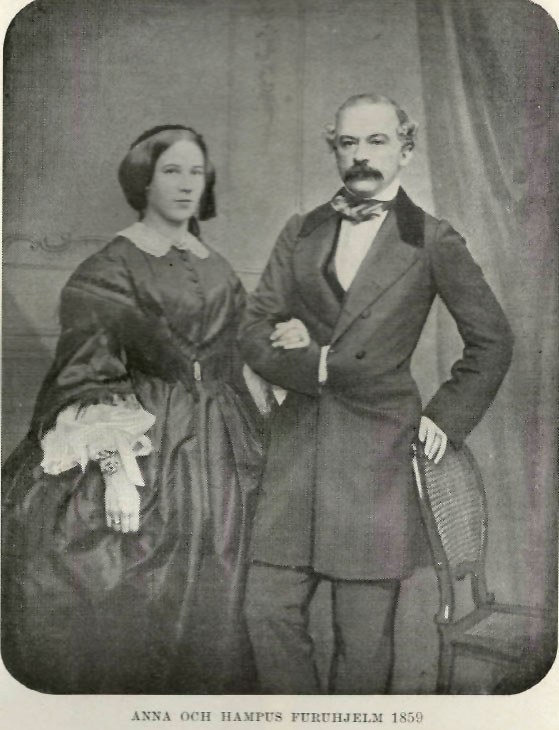
Johan Hampus et Anna Furuhjelm.

Dans le Novoarkhanguelsk, Johann Hampus Furuhkelm fut forcé de reconnaître que l'un des besoins les plus impérieux fut de rétablir la confiance des Indiens envers les hommes blancs. Au cours de son mandat de gouverneur de l'Alaska russe il parvint à mettre un terme aux hostilités opposant les autochtones aux colons. Un jour, il utilisa une éclipse de la lune. Il menaça les Indiens d'emporter la lune s'ils ne lui obéissaient pas. La magie de Johann Hampus Furuhjelm fit grande impression sur les autochtones. Ils furent également très impressionnés par les visites du gouverneur Furuhjelm osant sortir sans escorte lors de ses visites d'inspection. Juste accompagné de pagayeurs et d'un interprète, il fit un voyage. Il réussit à gagner le respect des Indiens.
L'un des plus importants succès remporté par Johann Hampus Furuhjelm au cours de son mandat de gouverneur de l'Alaska russe fut l'abolition du traité de commerce de la glace avec San Francisco. Selon le contrat qui fut signé par l'Alaska russe, le gouverneur était dans l'obligation de livrer une certaine quantité de glace à prix fixe à la ville de San Francisco. Mais un problème se posa au gouverneur, la glace fondait sur les routes aux climats plus chauds. Ce contrat de commerce de glace devint une gêne pour la colonie russe. Johann Hampus Furuhjelm prit des dispositions afin d'établir un nouveau contrat afin de vendre de la glace à San Francisco : 3 000 tonnes à 25,00 $ la tonne.
Johann Hampus Furujhelm eut trois enfants au cours de son mandat en Alaska. Le 11 mars 1864, le prince Dimitri Petrovitch Maksutov (1872-1889) lui succéda au poste de gouverneur de l'Alaska russe, le prince fut le dernier gouverneur de cette région.

### Gouverneur militaire de Primorsky Kraï
De 1865 à 1870, Johann Hampus Furuhjelm fut gouverneur de Primorsky Kraï, une région située près de la Chine et de la Corée du Nord) et bordée par la mer du Japon. Le 25 février 1871, il fut nommé commandant des ports maritimes russes du Pacifique. Au cours de ce mandat il contribua au développement de Vladivostok et du gouvernement de Primorsky Kraï. Il ouvrit la Compagnie du Télégraphe Amour. fit construire plusieurs navires, des chantiers navals et élever des phares.

### Gouverneur de Taganrog
En 1872, il fut promu kontr-admiral de la flotte de la Baltique. En 1874, il fut élevé au rang de vitse-admiral et nommé gouverneur de Taganrog, poste qu'il occupa jusqu'en 1876. Pour cette ville, l'école navale fondée par Ivan Alexeïevitch Chestakov ouvrit ses portes. Il fonda la bibliothèque publique (Librairie Tchekhov). Cette bibliothèque accueillit des visiteurs de renom tel qu'Anton Tchekhov le 23 mai 1876. L'épouse de Johann Hampus Furuhjelm rejoignit son mari à l'hiver 1874-1875 avec ses deux plus jeunes enfants.
Entre 1878 et 1880 Johann Hampus Furuhjelm servit dans le port de Revel en qualité de commandant. De 1880 à 1885, il resta à la disposition du commandant du port de Saint-Pétersbourg. À l'occasion de son jubilé d'officier en 1889, il reçut une tabatière en or ornée de diamants avec gravées les initiales d'Alexandre III de Russie.

### Décès
Johann Hampus Furuhjelm décéda le 21 septembre 1909 à Urjala en Finlande.

## Lieux portant le nom de Johann Hampus Furuhjelm
- Mont Furuhjelm : Montagne culminant à 3 610 mètres au sud-ouest de Baranof sur la côte Est de l'île Baranof située dans l'archipel Alexandre. Le service des Forêts des États-Unis d'Ivan Vassilievitch Furuhjelm, ingénieur des mines, et gouverneur de la Russie d'Amérique lui donna ce nom en 1935.
- Île Furuhjelm située dans la partie sud-ouest du golfe Pierre le Grand en mer du Japon à 110 kilomètres au sud-ouest de Vladivostok.
- Deux îles découvertes par Johann Hampus Furuhjelm en 1853 portent également son nom, ce fut Ievfimy Vassilievitch Poutyatine qui les nomma.
- Rue Furuhjelm à Sitka en Alaska
- Furuhjelm situé sur l'île de Sakhaline.